# Lago Filo Hua Hum
Filo Hua Hum es un lago ubicado en el departamento Lácar de la provincia del Neuquén, Argentina.
Forma parte del parque nacional Lanín y se encuentra cercano a la localidad de San Martín de los Andes. En este lago nace el río Filo Hua Hum. En él se practica la pesca, siendo este uno de los lugares preferidos de los pescadores, que año a año van en búsqueda de la captura de las trucha arcoíris y truchas fontinalis.

Mapa del lago Filo Hua Hum
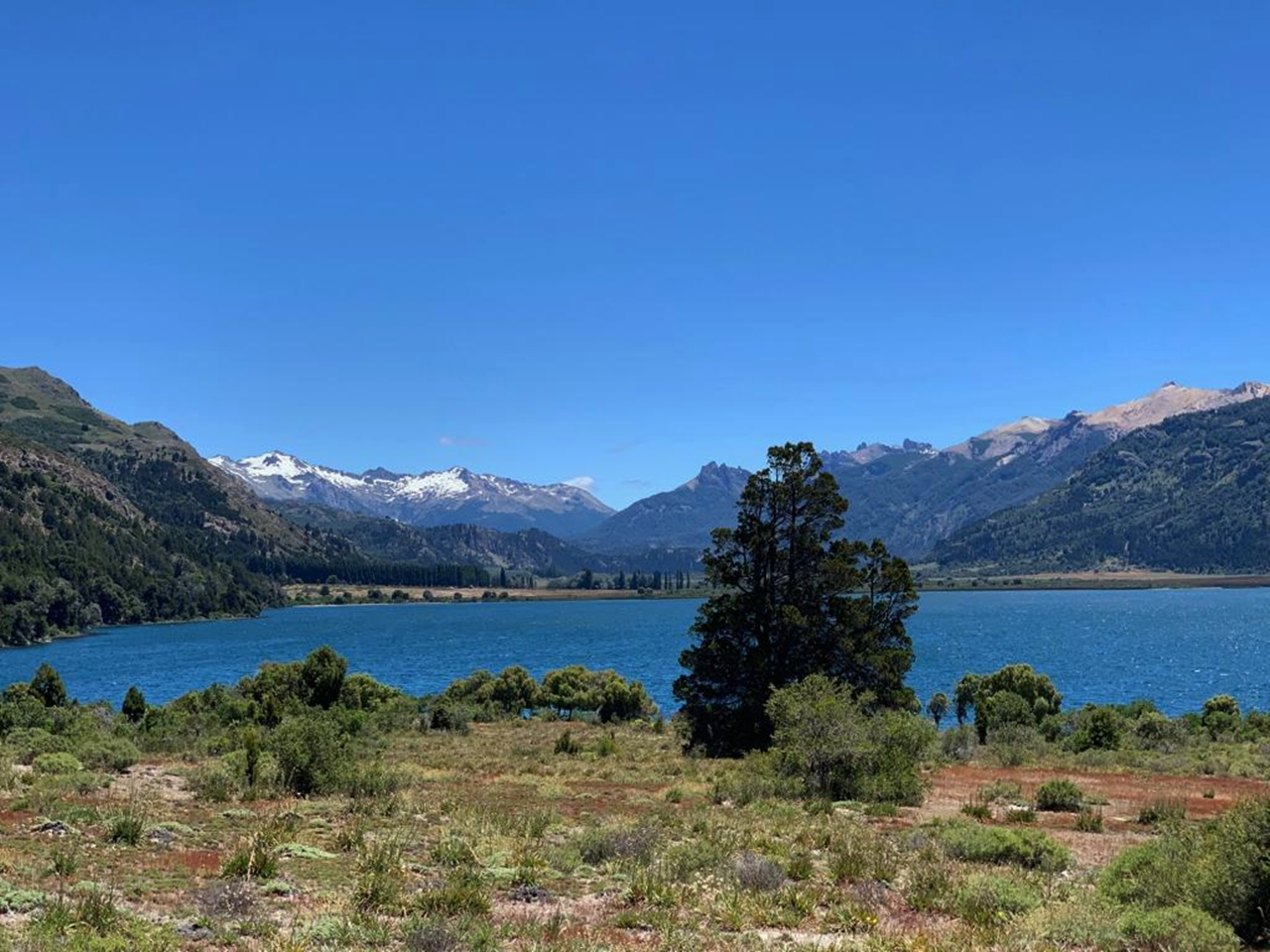
Vista panorámica del lago